# Meeting-concert de 2022 à Moscou
« Pour un monde sans nazisme » (russe : « Zа мир без нацизма ») d'après les Russes, ou le meeting-concert de 2022 à Moscou, est un rassemblement politique et un concert s'étant déroulé au stade Loujniki de Moscou le 18 mars 2022. L’événement marque le huitième anniversaire de l'annexion de la Crimée par la fédération de Russie. Le président Vladimir Poutine a notamment pris la parole, justifiant l'« opération militaire spéciale » et louant les troupes russes devant une foule de 200 000 personnes, selon la police de la ville de Moscou. Selon des médias tels que la BBC et le Moscow Times, des employés de l'État auraient été transportés sur les lieux et de nombreux participants auraient été payés ou forcés d'y assister.

## Événement

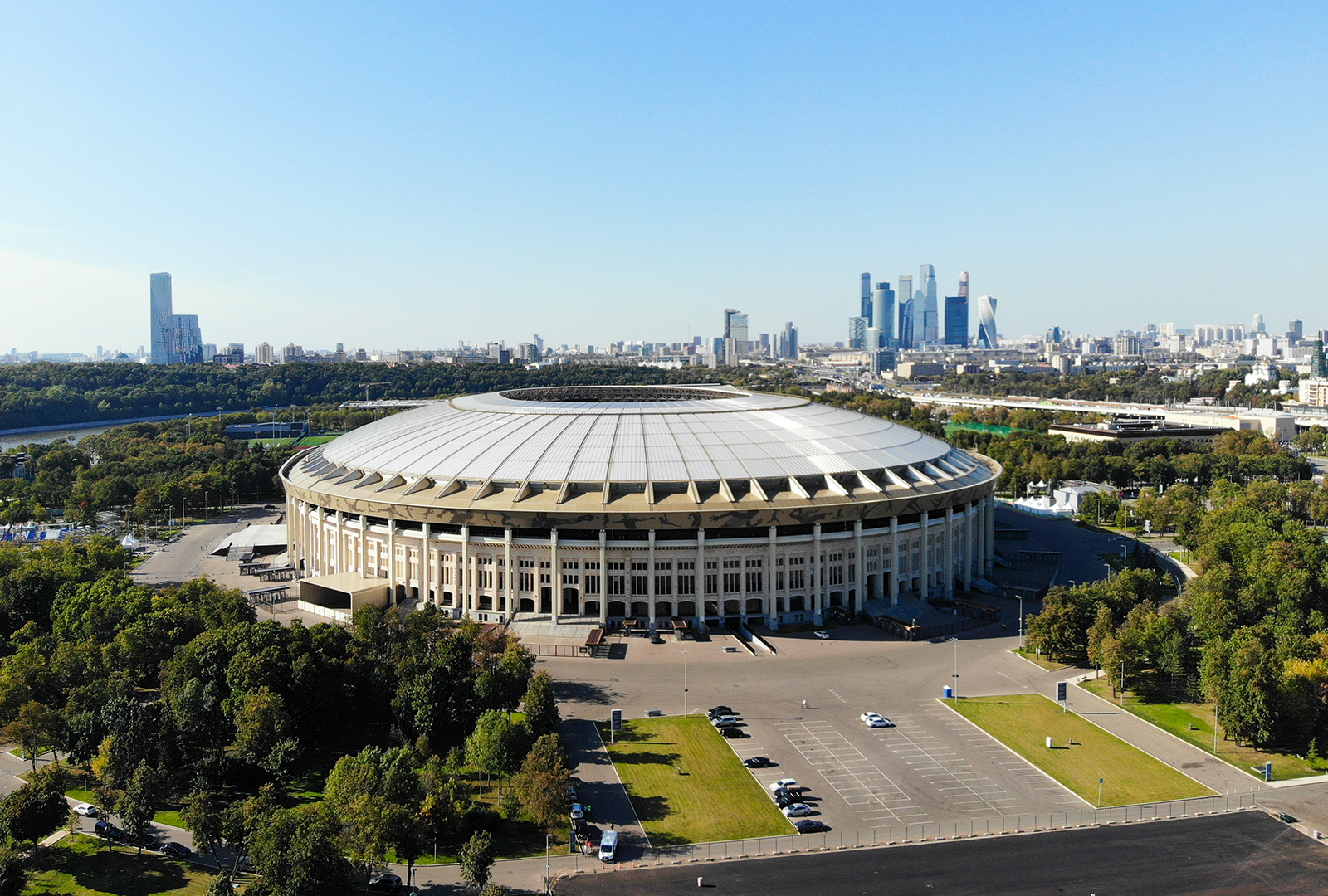
Le stade Loujniki qui a accueilli l'événement.

L'arène et la scène comportaient notamment des slogans indiquant « Pour un monde sans nazisme », « Pour notre président », ou « Pour la Russie ». De nombreux orateurs portaient des ruban de Saint-Georges avec caractère militaire Z qui apparaissaient également sur des pancartes dans la foule, accompagnés par le hashtag #СвоихНеБросаем, signifiant « nous n'abandonnons pas les nôtres ».
Le concert donne lieu à plusieurs interprétations d'artistes russes. L'ancienne candidate à l'Eurovision Polina Gagarina chante sa reprise de « Kino » du film Résistance  de 2015. Le groupe russe Lioubè joue des chansons patriotiques pro-guerre,, Oleg Gazmanov interprète la chanson « Naissance en URSS »,, et le poème « Напрасный труд — нет, их не вразумишь... » de Fiodor Tiouttchev datant de mai 1867 est lu par l'acteur russe Vladimir Machkov. Parmi les autres intervenants à l'événement figurent la rédactrice en chef de RT, Margarita Simonian, qui a déclaré : « C'est pour nos garçons qui combattent la racaille en ce moment ». Le maire de Moscou Sergueï Sobianine, remercie « les gars qui, les armes à la main, défendent les citoyens russes dans le Donbass [...] la moitié du monde s'est unie contre nous, mais la Russie est un pays fort ». La porte-parole du ministère des Affaires étrangères, Maria Zakharova, qualifie la Russie de « pays et nation qui sauvegarde la paix et combat le mal »,.
De nombreux athlètes olympiques russes ont participé au rassemblement, dont plusieurs revenants des Jeux paralympiques d'hiver de 2022. L'hymne national russe est joué pendant leur passage sur scène, une référence à l'hymne interdit lors des trois Jeux olympiques précédents en raison d'un dopage parrainé par l'État. Parmi les athlètes présents figuraient le skieur de fond Alexander Bolshunov ; les patineurs artistiques Nikita Katsalapov, Vladimir Morozov, Victoria Sinitsina et Ievguenia Tarassova ; les gymnastes rythmiques Dina Averina et Arina Averina ; et le nageur Evgeny Rylov. Le gymnaste russe Ivan Kuliak (en), qui a fait l'objet d'une procédure disciplinaire de la Fédération internationale de gymnastique pour avoir porté un autocollant « Z » lors de la Coupe du monde de gymnastique artistique de Doha en 2022, portait une médaille olympique lors du concert, bien qu'il n'ait participé à aucun JO.
Le rassemblement marque la première apparition publique du président russe Vladimir Poutine depuis le début de l'invasion de l'Ukraine. Dans son discours, qu'il a ouvert en citant la Constitution de la Russie, Poutine a félicité les « peuples de Crimée et de Sébastopol » et leur a souhaité un « joyeux anniversaire » de l'annexion de la Crimée. Il poursuit en discutant des finances et des infrastructures de ces régions, affirmant qu'au lieu du « financement restant » fourni par l'Ukraine, la Russie « devait sortir la Crimée de cette position humiliante ». Poutine a en outre allégué un « génocide » par l'Ukraine contre le peuple du Donbass, avant de citer le passage de la Bible « Il n'y a pas de plus grand amour que de donner sa vie pour ses amis. » du Nouveau Testament. Il conclut son discours par une allusion à l'amiral russe Fiodor Ouchakov, né le 24 février, la même date que le lancement de son invasion de l'Ukraine de 2022. Une partie de son allocution télévisée sur Rossiya 24 a été interrompue par un problème technique,.

## Réactions et critiques
Le président ukrainien Volodymyr Zelensky, dans un message vidéo diffusé le 19 mars, mentionne le rassemblement:

« De nombreuses paroles ont été entendues aujourd'hui à Moscou à l'occasion de l'anniversaire de la prise de la Crimée. Un grand rassemblement a eu lieu. Et je veux être attentif à un détail. Environ 200 000 personnes auraient participé au rassemblement dans la capitale russe. 100 000 dans les rues, environ 95 000 au stade, soit environ le même nombre de soldats russes participant à l'invasion de l'Ukraine. Imaginez 14 000 cadavres et des dizaines de milliers de blessés et de mutilés dans ce stade de Moscou. Il y a déjà tellement de pertes russes à la suite de cette invasion. C'est le prix de la guerre en un peu plus de trois semaines. Le conflit doit cesser. »

Poutine a été critiqué pour avoir porté ce qui semble être un anorak Loro Piana de 13 000 dollars.
Les athlètes ont été critiqués dans les médias en dehors de la Russie pour leur participation au meeting,,,. Un journaliste du Times décrit les athlètes comme « paradant au stade Luzhniki comme un acte d'échauffement du président russe » lors d'un « rassemblement de propagande pro-guerre ». L'apparition de Rylov a donné lieu à une enquête de la FINA au motif « discrétisation les sports aquatiques ». À la suite de la perte de son contrat de parrainage avec Speedo, il déclara notamment qu'il ferait don du reste de son financement au Haut-Commissariat des Nations Unies pour les réfugiés,. Les photographies publiées sur les réseaux sociaux montrent que certains athlètes ont brouillé les symboles « Z » qu'ils portaient ; interprété comme une reconnaissance du manque de popularité de la guerre parmi les jeunes Russes. Le médaillé olympique ukrainien Oleh Verniaïev critique la présence de Kuliak, estimant que sa médaille olympique ne lui était pas mérité. D'après le nageur ukrainien Andriy Govorov, voir son ami Rylov assister à se rassemblement en portant le symbole « Z » est « déchirant ». Les danseurs sur glace ukrainiens Oleksandra Nazarova et Maksym Nikitin ont notamment critiqué les patineurs artistiques pour leur participation, affirmant qu'« il n'y a pas si longtemps, nous les avons soutenus dans cette difficile saison olympique, maintenant ils soutiennent la guerre contre nous et notre pays ».